# Garalo
Garalo est une commune malienne, chef-lieu du cercle de Garalo dans la région de Bougouni.

## Géographie

### Situation
La localité de Garalo est située sur la route nationale RN 9, à 53 km au sud du chef-lieu régional Bougouni. 
| Djiguiya De Koloni | Tiémala-Banimonotié | Zantiébougou   |
| Gouanan            | Garalo              | Bladié-Tiémala |
| Yinindougou        | Sibirila            | Yiridougou     |

### Hydrographie
La commune située dans le bassin versant du fleuve Niger, est drainée par deux réseaux hydrographiques et leurs sous-affluents : à l'ouest par le Dégoula (affluent du Baoulé) et au nord-est par le Baninfing et ses affluents.

## Histoire
La commune rurale de Garalo est instaurée en 1996, lors de la transformation des huit arrondissements du Cercle de Bougouni en communes. En 2023, la localité devient chef-lieu de cercle dans la région de Bougouni.

## Population
La population communale recensée en 2009 atteint 32 760 habitants. 
Les différentes ethnies présentes sur le territoire communal sont : les Bambaras (majoritaires), les Soninkés, les Peuhls, les Dogons, les Bwas.

## Villages
La commune s'étend sur 31 localités relevées lors du recensement général de 2009. 
Les villages les plus peuplés sont :
- Garalo (9 002 habitants)
- Djine (2 680 habitants)
- Banko (2 244 habitants)

Les 30 villages portent les noms de :
- Banko
- Diakoro
- Djine
- Fara
- Farabale Zena
- Foulalaba
- Garalo
- Golobala
- Kerekoumana
- Kodiougou
- Kotie
- Koura
- N'Gouako
- Nagnola
- Ngouana
- Ouenasokoro
- Paniala
- Sena
- Sienre
- Sienrou
- Sirakole
- Sirankourou
- Sirantjila
- Sola Bougouda
- Solaba
- Soronakolobe
- Tabakorole
- Tanhala
- Tiekoumala
- Tienko